# Čakavsko narječje
Čakavsko narječje ili čakavski jezik (čakavština, čakavica, čekavski; ISO:ckm) jedno je od triju narječja hrvatskoga jezika, uz kajkavsko i štokavsko. Najranije standardizacije hrvatskog jezika koristile su čakavski kao osnovu.
Naziv potječe od odnosno-upitne zamjenice ča, srodne štokavskoj zamjenici što, bjeloruskim zamjenicama што (što), чо (čo), шо (šo); ruskim zamjenicama что (što), чё (čo), чо (čo), шо (šo), rusinskoj zamjenici што (što), ukrajinskim zamjenicama  що (ščo), шо (šo), чо (čo), bugarskoj zamjenici що (što), makedonskoj zamjenici што (što), gornjolužičkosrpskoj zamjenici što, crkvenoslavenskoj zamjenici čĭto.
Podrijetlom iz praindoeuropskog *kʷid, naknadno praslavenske zamjenice *čь. Srodne etimologije su latinski quid i grčki tí.
Zbog višestoljetne vladavine Mletačke Republike nad Dalmacijom i Istrom, vokabular čakavštine bio je oblikovan pod jakim utjecajem mletačkog jezika, a donekle i standardnog talijanskog.

## Rasprostranjenost
Čakavski narječjem govori se u Istri, na hrvatskim otocima i uskom obalnom području Primorja i Dalmacije.
- Govornici svih hrvatskih otoka služe se čakavskim narječjem, od Lastova i Korčule na jugu do Krka na sjeveru. Izuzetak su pojedini štokavski govori na Korčuli (Račišće), Hvaru (Sućuraj), Braču (Sumartin), Šolti (Maslinica)[10] i Elafitskim otocima.[11]
- Hrvatski dio Istre je čakavski, s izuzetkom štokavske oaze Peroja.[10]
- Dalmatinska obala od Privlake i Novigrada do Cetine je većim dijelom čakavska, uz izuzetak štokavskih govora Nina, Zatona, Svetog Petra na moru, Pirovca, Šibenika s okolicom i Segeta.[10]
- U Lici se čakavskim služe govornici u Otočcu i okolici, nekoliko mjesta u okolici Gospića.[10]
- Ogulinsko-dugoreško područje je uglavnom čakavsko, nekoliko mjesta u Gorskom kotaru (Brestova Draga, Vrbovsko), nekoliko mjesta na Žumberku (Kalje, Žumberak, Jurkovo Selo).[10]

U dijaspori, čakavskim se narječjem služe govornici u Austriji (Gradišće, Stinjaki, Poljanci, Hati, Dolinji), Mađarskoj (u mađarskome dijelu Gradišća, u Hajmašu),, Bikali i Magoču., Slovačkoj (Hrvatski Grob, Devinsko Novo Selo, Jandrof, Čunovo), u Sloveniji (Starod, granično područje iznad Opatije, kod Kostanjevice, kod Tribuče u Beloj Krajini), u SAD-u u Hobokenu (New Jersey, potomci govornika s otoka Suska), San Pedro (Kalifornija, viški i komiški govori).

### Povijesna rasprostranjenost
Prije velikih seoba u 16. i 17. st. čakavsko narječje graničilo je s kajkavskim narječjem i slovenskim jezikom na sjeveru, sa štokavskim narječjem na istoku.
Granica čakavskog narječja i slovenskog jezika je očuvana do danas. Istra je bila područje s više romanskih govornika (talijanski, istrorumunjski, istriotski), ali su svi Hrvati bili čakavci.
Prema sjeveroistoku, granica s kajkavskim narječjem išla je kroz Gorski kotar, prilično južnije od Kupe do Kupe ili neznatno južnije od Kupe na istoku; od ušća Kupe u Savu kod Siska do ušća Une u Savu kod Jasenovca, do predjela južno od Save.
Čakavsko-štokavska granica je slabije naglašena, uz niz prijelaznih govora. Granični prostor čakavštine i štokavštine je istočno od Une, južno prema Dinari, uz izbijanje na more istočno od Cetine. Zapadni Pelješac, Korčula i Lastovo su čakavski, a istočni Pelješac, Mljet i otoci kod Dubrovnika štokavski.
Ove su povijesne granice izmjenjene raseljavanjem stanovništva za turskog prodiranja polovicom 16. st. Govornici štokavskog narječja povlače se pred Turcima prema sjeverozapadu pri čemu dolazi do novih jezičnih inovacija u kontaktu govornika različitih dijalekata.
Pri ovim migracijama nastaje jugozapadni istarski dijalekt čakavskog narječja, čakaviziran štokavski dijalekt iseljenika s makarskog primorja, sa štakavskim supstratom.

## Razvoj
|  | Ovom je odjeljku potrebna dopuna. Možete pomoći dodavanjem sadržaja. |

Čakavski se razvio iz iste osnove iz koje su se razvili kajkavsko narječje, zapadnoštokavsko narječje i slovenski dijalekti, opisane u zapadni južni slavenski jezici. 

Riječ je o najzapadnijem hrvatskom narječju koje je dosta srodno s većinom zapadnoštokavskim dijalekata pogotovo pojedinim starošćakavskim dijalektima slavonski miješani dijalekt (pogotovo ikavski poddijalekt), istočnobosanski jekavski dijalekt, a dijeli i niz isoglosa sa zapadnim dijalektom, te južnim dijalektom, posebno dubrovačkim poddijalektom, koji su mu nekoć bili puno sličniji. Sjeverni dijalekti su posjeduju vezu s kajkavskim narječjem, kao i utjecaj na pojedina narječja slovenskog jezika (primorsko je dobar primjer).
U kontaktima s drugim su se razvili i mnogi prijelazi poput donjesutlanskog (kajkavizirani čakavski ikavski), prigorskog (prijelazni čakavsko-kajkavski), goranski, lastovskog (jekavski čakavski, za koji postoji teza da je jekaviziran pod dubrovačkim utjecajem), jugozapadni istarski dijalekt (čakavizirani štakavski)
Narječje se ukupno malo promijenilo od polaznog stanja, zbog čega se smatra arhaičnim. Na primjer, u velikom broju govora su očuvani stari naglasci:
- kratki silazni ȁ ("akut") npr. ȍko, nevȅsta, ōtȁc;
- dugi silazni â ("cirkumfleks") npr. ûši, gōstiôna, žlēbâc;
- metatonijski kratki uzlazni akut ã ("neoakut") npr. žẽnska, pozãbjēn, papãr.

(Neki od ovih simbola će se ispravno prikazati samo ako imate podešen preglednik (browser) i instalirane ispravne fontove.)
Kao što se vidi, svaki naglasak može biti na bilo kojem mjestu u riječi, a samoglasnik prije i poslije može biti dug. U mnogim dijalektima čakavskog je ovo stanje donekle promijenjeno; po naglasnome sustavu razlikuju se sljedeće skupine čakavskih govora: 
1. s "klasičnim" čakavskim sustavom s tri naglaska
2. s dvonaglasnim sustavom  (dva duga naglaska su svedena na jedan)
3. s četveronaglasnim sustavom nalik štokavskom
4. s četveronaglasnim štokavskim sustavom
5. u kojima se prepliću naglasne značajke 1. i 2. skupine.

### Suglasnici
Stari glas t’ je očuvan, i dalje se u većini čakavskih dijalekata izgovara vrlo mekano; d’ je prešao u j: meja prema štok. međa. To se odnosi i na skupine št’ i žd’ (čak. gušćer, možjani)

### Samoglasnici
Stari ə (i u skupovima əl, ər) često nije nestajao u tzv. "slabom položaju", nego je od njega nastajalo a, a negdje i e: manon prema štok. mnom; slično kao u kajkavskom (menom).
Nazalno ę je postalo e, ali u nekim situacijama (ispred j, ž, č) je prešlo u a. Od glasa ě ("jat") nastalo je i, e, ili je u različitim dijalektima čakavskog.

### Adrijatizmi
Mnogi govori uz obalu dijele zajedničke promjene, koje se zajednički zovu adrijatizmi, kao što su:
- prijelaz –m u -n na kraju relacijskog morfema
- promjena ļ u j; Primjeri: jubav, poje (ljubav, polje)
- cakavizam
- skraćivanje dugoga samoglasnog glasa ṛ; Primjer bȑk
- protetsko j-; Primjer: justa (usta)
- pojednostavnjivanje suglasničke skupine čk u šk; Primjer: maška (mačka)
- zamjena primarnoga slijeda ra s re; Primjeri: ukredu, ukresti (ukradu, ukrasti)

## Osobine
|  | Ovom je odjeljku potrebna dopuna. Možete pomoći dodavanjem sadržaja. |

Božidar Finka i Milan Moguš su po sljedećih osam kriterija odlučivali o pripadnosti govora čakavštini:
1. zamjenice ča i zač;
2. stara akcentuacija (sustav tri naglaska, čuvanje praslavenskog mjesta naglaska);
3. refleks tzv. jata (ě) (ikavski, ikavsko-ekavski);
4. čakavsko t’;
5. prijelaz starohrv. ę > a iza j, č i ž;
6. prijelaz starohrv. d’ > j;
7. kondicional bin-biš-bimo, bite;
8. izostanak afrikata dž.

- Ponekad je za neki govor teško reći pripada li čakavskom narječju, štokavskom narječju ili kajkavskom narječju, zbog isprepletenosti osobina većine hrvatskih dijalekata, tako je na primjer južnočakavski dijalekt bliskiji sa zapadnoštokavskim dijalektom (bosansko-dalmatinskim) negoli su ova dva dijalekta s drugim čakavskim odnosno drugim štokavskim dijalektima. S druge strane srednjočakavski dijalekt ima veliki dio kajkavskih svojstava, osobito na prostranstvu od Ozlja do Ogulina, tako da je teško reći radi li se o kajkavskim ili čakavskim govorima, dok čakavski govori Like i Gacke imaju više štokavskih svojstava[nedostaje izvor].

### Glasovi
Glavnina dijalekata čakavskog ima sljedeći sustav suglasnika (pisan standardnim pisanjem čakavskog, u zapisu MFA se npr. koristi x umjesto h; gdje znakovi stoje u paru, lijevi predstavlja bezvučni a desni zvučni suglasnik):
| Mjesto tvorbe ►   | labijalni   | labijalni  | koronalni  | koronalni | dorsalni  | dorsalni |
| ▼ Način tvorbe    | bilabijalni | labiodent. | alveolarni | postalv.  | palatalni | velarni  |
| nazali            | m           |            | n          | n         | nj        |          |
| plozivi           | p b         |            | t d        | t d       | ć *       | k g      |
| frikativi         |             | f          | s z        | š ž       |           | h        |
| afrikate          |             |            | c          | č *       |           |          |
| aproksimanti      |             | v          |            |           | j         |          |
| vibranti          |             |            | r          | r         |           |          |
| lateralni aproks. |             |            | l          | l         |           |          |

- Glas ć se izgovara dosta umekšano, upravo kao ť (palatalizirano t, negdje slično tj), a č je izgovorom je između č i ć u štokavskom.

### Gramatika
Karakterističan je oblik glagola biti koji se pojavljuje u tvorbi kondicionala: bin-biš-bi-bimo-bite-bi. Pojavljuje se nastavak u 3.osobi množine -du (pensuodu, plijedu, išćedu).
U promjeni po padežima očuvani su tzv. stari nastavci u množini (npr. dat. ženan, lok. va kućah, ins. z ženami) koji se razlikuju po dijalektima. Imperfekt je uglavnom nestao, a često i aorist.

### Rječnik
U čakavskom se narječju pojavljuje velik broj arhaičnih riječi, naročito na sjeveru (leh "samo"); prisutan je i velik broj romanizama (npr. škur "taman"). Neke karakteristične riječi su ča "što", aš "jer", zač, "zašto" itd.

## Dijalekti
| Willem Vermeer (1982.) | Dalibor Brozović (1988.) | Josip Lisac (2009.) | Iva Lukežić (2012.) |
| --- | --- | --- | --- |
| Kriterij podjele: akcentuacija - sjeverozapadni čakavski - istarski - sjevernoistarski - srednjeistarski - neistarski - kastavski - creski - novljanski - srednjočakavski - jugoistočni čakavski Napomena: Willem Vermeer koristi terminologiju na engleskom jeziku. | Kriterij podjele: refleksi jata - buzetski ili gornjomiranski - jugozapadni istarski - sjevernočakavski - srednječakavski - južnočakavski - lastovski | Kriteriji podjele: akcentuacija i konsonantizam - buzetski - jugozapadni istarski - sjevernočakavski - srednjočakavski - južnočakavski - lastovska oaza Napomena: Podjela uvelike odgovara podjeli Dalibora Brozovića. | Kriteriji podjele: akcentuacija i refleksi jata - sjevernočakavski - buzetski - ekavski - ikavski - ikavsko-ekavski - srednjočakavski ikavsko-ekavski - južnočakavski ikavski - jugozapadni istarski |

██ sjevernočakavski
██ buzetski ili gornjomiranski
██ srednjočakavski
██ južnočakavski
██ jugozapadni istarski
S obzirom na činjenicu da se znatan broj čakavskih govora odlikuje starinom i drugim značajkama, čakavsko narječje je privlačilo i hrvatske i strane dijalektologe tako da su mnogi govori dobro proučeni i iscrpno opisani: Grobnik, Hvar, Brač, Bakar, Trsat i drugi. Izrađeni su rječnici pojedinih čakavskih govora Trogir, Sali, Labin, Duga Resa, Karlovac i drugi). Čakavsko jezično blago donose mnogi stariji hrvatski leksikografi:  Faust Vrančić (Dikcionar, Mletci, 1595.), Bartol Kašić  (u rukopisnom hrvatsko-talijanskom rječniku; objavljen 1990.), Ivan Belostenec (Gazofilacij;  postumno: Zagreb, 1740), Ivan Tanzlinger Zanotti (rukopisni Dizionario, 1679. i druge), Josip Jurin (rukopisni Calepinus trium linguarum, 2. pol. 18. stoljeća).
Kombinacijom naglasnih i fonoloških kriterija, Dalibor Brozović je podijelio čakavsko narječje na šest dijalekata:
| naziv                       | odraz jata               | rasprostranjenost |
| --------------------------- | ------------------------ | --- |
| buzetski ili gornjomiranski | zatvoreno e (ẹ)          | sjeverna Istra oko Buzeta |
| jugozapadni istarski        | ikavski                  | zapadna Istra |
| sjevernočakavski            | ekavski, ekavsko-ikavski | sjeveroistočna Istra, Kastavština, okolica Rijeke, Cres                                                                                                |
| srednjočakavski             | ikavsko-ekavski          | Dugi otok, Kornati, Lošinj, Krk, Pag, Ogulin, Brinje, Otočac, Duga Resa, područje od Muna u sjevernoj Istri do Obrova u Sloveniji, dio središnje Istre |
| južnočakavski               | ikavski                  | Korčula, Pelješac, Brač, Hvar, Vis, Šolta, sjeverozapadna Istra                                                                                        |
| lastovski                   | jekavski                 | Lastovo |

Willem Vermeer je podijelio čakavski na osnovi naglasaka na tri skupine:
1. sjeverozapadni čakavski (odgovara sjevernočakavskom, buzetskom i dijelu srednjočakavskog)
2. središnji čakavski (obuhvaća najveći dio Brozovićevog srednjočakavskog)
3. jugoistočni čakavski (odgovara južnočakavskom, jugozapadnom istarskom i lastovskom)

Neki znanstvenici smatraju da je jugozapadni istarski miješani čakavsko-štokavski dijalekt ili da pripada štokavskom.

### Buzetski
Ovaj dijalekt se prostire u sjevernom dijelu Istre. Osnovne odlike koje ga razdvajaju od ostatka čakavskih dijelekata su u razvoju suglasnika:
- ě > ẹ (zatvoreno e);
- e, ę > otv. e; (kao u kajkavskom);
- u > ü;
- slogotvorno l > u;
- ǫ > a.

Dijalekt predstavlja prijelaz prema slovenskim i kajkavskim dijalektima. Neki ga smatraju dijelom kajkavskog, a u prošlosti ga je npr. Fran Ramovš smatrao rubnim slovenskim dijalektom.

### Jugozapadni istarski
Prostire se u zapadnom dijelu Istre južno od Mirne, dijalekt je nasao od naseljenika s istoka dalmatinske Zagore istočno od Cetine i juga zapadne Hercegovine, koji su govorili južnočakavskim ili prijelaznim štokavsko-čakavskim govorom. Lisac pretpostavlja da su njegovi govornici u prošlosti pripadali cetinsko-biokovskom bijalektu i južnom poddijalektu zapadno humskog dijalekta (okolica Ljubuškog).

### Sjevernočakavski
Govori se u istočnoj Istri, okolici Žminja i Pazina, u Primorju do Grobnik (Grobnišćina) i Bakra, na Cresu i sjevernom Lošinju.
Osnovna odlika ovog dijalekta je prijelaz jata ě > e.

### Srednjočakavski
U ovom dijalektu jat je postao u e ili i, po sljedećim pravilima (tzv. pravilo Meyera i Jakubinskoga):
- ispred dentalnih suglasnika (t, d, s, z, l, r, n) ako iza njih slijede stražnji samoglasnici (a, o, u) ili ako su na kraju riječi, prelazi u e (leto, koleno, mera)
- u svim drugim slučajevima, prelazi u i (dica, vrime, rika, brig).

### Južnočakavski
Osnovna odlika ovog dijalekta je prijelaz jata ě > i; s tim se naslanja na susjedne štokavske dijalekte.

### Lastovski
Ovaj dijalekt je prijelaz prema štokavskim (i)jekavskim dijalektima.

## Vokabular
| Čakavski  | Mletački  | Talijanski      | Hrvatski        | Engleski       |
| --------- | --------- | --------------- | --------------- | -------------- |
| balun     | balòn     | palla           | lopta           | ball           |
| banda     | banda     | lato            | strana          | side           |
| bićerin   | bicerin   | bicchierino     | čašica          | glass          |
| biži      | bisi      | piselli         | grašak          | peas           |
| brageše   | braghesse | pantaloni       | hlače           | trousers       |
| buža      | busa      | buco            | rupa            | hole           |
| čikara    | cìcara    | tazzina         | šalica          | cup            |
| ćakula    | ciàcola   | chiacchera      | čavrljanje      | chat           |
| ćapati    | ciapar    | prendere        | uhvatiti        | to catch       |
| duperati  | doperar   | usare           | koristiti       | to use         |
| fameja    | famèja    | famiglia        | obitelj         | family         |
| intimela  | intimela  | federa          | jastučnica      | pillow case    |
| kaligier  | calegher  | calzolaio       | postolar        | shoemaker      |
| kampanel  | campanèl  | campanile       | zvonik          | bell tower     |
| kantun    | canton    | angolo          | ugao            | corner         |
| kapula    | capula    | cipolla         | luk             | onion          |
| karoca    | carossa   | carozza         | kočija          | carriage       |
| kušin     | cussìn    | cuscino         | jastuk          | pillow         |
| kužina    | cusina    | cucina          | kuhinja         | kitchen        |
| lavandin  | lavandin  | lavello         | umivaonik       | sink           |
| luštrati  | lustrar   | lucidare        | polirati        | to polish      |
| marangun  | marangon  | falegname       | stolar          | carpenter      |
| marenda   | merenda   | merenda         | užina           | brunch         |
| mižerija  | miseria   | miseria         | bijeda          | poverty        |
| peškarija | pescheria | pescheria       | ribarnica       | fish market    |
| pjat      | piatto    | piatto          | tanjur          | plate          |
| puntar    | puntar    | ribelle         | buntovnik       | rebel          |
| škafet    | scafèt    | cassetto        | ladica          | drawer         |
| škatula   | scatola   | scatola         | kutija          | box            |
| škura     | scura     | persiana        | kapak           | window shutter |
| škuro     | scuro     | scuro           | mračno          | dark           |
| škver     | squero    | cantiere navale | brodogradilište | shipyard       |
| špina     | spina     | rubinetto       | slavina         | faucet         |
| šugaman   | sugamàn   | asciugamano     | ručnik          | towel          |

## Književnost
Početci hrvatske pismenosti vezani su za čakavštinu kojom su napisana mnoga djela rane (srednjovjekovne) hrvatske pismenosti i književnosti: natpisi i ploče (Valunska ploča, Bašćanska ploča, Plominski natpis), pravna djela (Istarski razvod), lekcionari (Zadarski lekcionar, Bernardinov lekcionar), zbornici (Kolunićev zbornik, dijelom Petrinićev zbornik). Od 15. stoljeća na čakavskom književnom jeziku stvarali su mnogi hrvatski književnici (Marko Marulić, Petar Hektorović, Hanibal Lucić,  Mikša Pelegrinović, Petar Zoranić, Juraj Baraković, Brne Karnarutić i drugi). Osim u Gradišću, književnost na čakavskom, dijelom i pod utjecajem štokavštine, do polovice 18. stoljeća uglavnom zamire. U 20. stoljeću razvila se bogata čakavska dijalektalna književnost, napose pjesništvo  (Vladimir Nazor, Drago Gervais, Mate Balota, Jure Franičević-Pločar, Marin Franičević, Zvane Črnja, Šime Vučetić, Drago Ivanišević, Milorad Stojević, Tin Kolumbić i drugi).

### U Wikipediji
- hrvatski jezik
- kajkavsko narječje
- zapadnoštokavsko narječje
- štokavsko narječje
- južnoslavenski jezici
- slavenski jezici
- indoeuropski jezici

## Vanjske poveznice
- Dictionary of Istrian dialects
- Grobnički govor 20. stoljeća - gramatika i rječnik - http://www.grobnik-katedra.hr

Primjeri čakavskog narječja:
- Žena Glava moje matere - Sviličić, web stranica (čakavica s otoka Visa)
- Tin Kolumbić: Moj harvoski, Jezik: časopis za kulturu hrvatskoga književnog jezika, sv.55 br.2 travanj 2008. (čakavica s otoka Hvara)
- Katedra Čakavskoga sabora Grobnišćine/nakladništvo - http://www.grobnik-katedra.hr
- Katedra Čakavskoga sabora Grobnišćine/Festival Grobnička skala - http://www.grobnik-katedra.hr

|  | Wječnik ima rječničku natuknicu Kategorija:Čakavština |